# 莫棠予
莫棠予（1987年10月11日—），台灣女藝人。

## 電視劇
| 年份   | 頻道             | 劇名                 | 角色         |
| 2013年 | 民視、八大綜合台 | 《原來是美男》       | A.N.JELL粉絲 |
| 2014年 | 民視             | 《廉政英雄》         | 江靜安       |
| 2014年 | 民視             | 《龍飛鳳舞》         | 小月         |
| 2014年 | GOOD TV          | 《幸福學堂》心的距離 | 李欣怡       |
| 2015年 | 大愛電視台       | 《金門大國銘》       | 阿梅         |
| 2016年 | 八大綜合台       | 《我家是戰國》       | 王曉雯       |
| 2016年 | 八大第一台       | 《命運交叉路》       | 萬小艾       |
| 2016年 | 台視、八大綜合台 | 《植劇場-荼蘼》      | 護士         |
| 2017年 | 三立台灣台       | 《甘味人生》         | 小洛         |
| 2019年 | 騰訊視頻         | 《班长殿下》         | 娜娜         |
| 2020年 | HBO              | 《獵夢特工》         | 菲菲         |

## 網路劇
- 2016年《Mr.Bartender》飾演 Tracy

## 活動代言
- 2013世界棒球經典賽親善大使
- 香港生力清啤Dart star

## 微電影
- 台北旅遊局
- 香港生力清啤
- 彰化勞工局
- 外貿形象影片
- 台北遇上-上海

## 廣告
- 嗨啾軟糖
- 萬泰銀行信用卡

## 節目通告
- 歡樂智多星
- 飢餓遊戲
- 天天樂財神

## 外部連結
https://www.facebook.com/tangyu.mo （页面存档备份，存于） 莫棠予 Facebook